# Association des femmes tibétaines en exil
Pour les articles homonymes, voir TWA.
L’Association des femmes tibétaines en exil (Tibetan Women's Association, TWA, tibétain : བོད་ཀྱི་བུད་མེད་ལྷན་ཚོགས, Wylie : bod kyi bud med lhan tshogs), est une association de femmes basée à McLeod Ganj, Dharamsala en Inde. Le groupe a été officiellement formé le 10 septembre 1984 en Inde, par Rinchen Khandro Choegyal, ancienne militante du Congrès de la jeunesse tibétaine, bien que le groupe lui-même affirme qu'un précurseur a été créé au Tibet lors du soulèvement tibétain de 1959. Stephanie Roemer fait remonter l'organisation à l'Association des femmes patriotiques de Lhassa, fondée en 1953 par l'Armée populaire de libération, qui a introduit l'idée de la participation des femmes à la politique, qui était « radical » au Tibet.
Au cours des années 1960 et 1970, des organisations de femmes tibétaines fabriquaient gratuitement des vêtements et des tapis tibétains pour l'administration centrale tibétaine en exil, qui les revendait à profit. Ce n'est que dans les années 1980, lorsque la communauté des exilés en Inde a permis aux femmes de participer à la politique, qu'une association de femmes tibétaines a été officiellement formée.
Les objectifs de la TWA sont doubles : promouvoir la perpétuation des Tibétains et de la culture tibétaine en exil , notamment en promouvant l'endogamie parmi les Tibétains, et porter devant les instances internationales les violations présumées des droits humains des femmes tibétaines au Tibet. En Inde, la TWA a créé le projet des nonnes tibétaines pour éduquer les nonnes et parraine divers événements culturels comme des danses folkloriques. En 1995, la TWA a tenté de rejoindre la quatrième conférence mondiale sur les femmes à Pékin , mais l'organisation s'est vu refuser l'accréditation pour des raisons techniques, une situation qui a reçu une large couverture médiatique désapprobatrice en Amérique et en Europe. Cependant, Tsering Dolma Gyaltong et deux autres réfugiées tibétaines canadiennes, rejointes par des déléguées tibétaines d'Australie, de Norvège, de Suède, du Royaume-Uni et des États-Unis ont pu assister à la quatrième conférence mondiale sur les femmes en 1995 à Pékin. Elles y ont critiqué le traitement des Tibétains par la Chine, en particulier des femmes
Aujourd'hui, le groupe compte 58 branches dans le monde et 17 000 membres.
Dolkar Lhamo Kirti est élue présidente de TWA de 2000 à 2003 puis de 2009 à 2012.
Depuis mai 2015 Dolma Yangchen est présidente de TWA.
En avril 2021, Tenzing Dolma est élue présidente de TWA.